# خایدوچیتسا
خایدوچیتسا (به صربی: Hajdučica) یک منطقهٔ مسکونی در صربستان است که در ناحیه بانات جنوبی واقع شده‌است. خایدوچیتسا ۱٬۳۷۵ نفر جمعیت دارد و ۳۸ متر بالاتر از سطح دریا واقع شده‌است.